# Jim Jose
Jim Jose (* 1952) ist ein australischer Politikwissenschaftler und emeritierter Professor der University of Newcastle. 2021/22 amtierte er als Präsident der Australian Political Studies Association.

## Werdegang und Wirken
Jose erwarb alle akademischen Titel (Bachelor, Master und Ph.D.) an der University of Adelaide und ist seit 2001 Hochschullehrer an der University of Newcastle, 2021 wurde er emeritiert.
Seine Forschungsinteressen gelten der Theorie und Praxis des Regierens in Australien und in postkolonialen Übergangsgesellschaften Ostafrikas. Außerdem erforscht er die Geschichte des feministischen politischen Denkens, insbesondere die Beiträge von Anna Doyle Wheeler.

## Schriften (Auswahl)
- Als Mitherausgeber: Anarchist thinkers and thought. An annotated bibliography. Greenwood Press, New York 1992, ISBN 0313275920.
- Biopolitics of the subject. An introduction to the ideas of Michel Foucault. Northern Territory University Press, Darwin 1998, ISBN 1876248130.
- Als Mitherausgeber: Not so strange bedfellows. The nexus of politics and religion in the 21st century. Cambridge Scholars Publishing, Newcastle upon Tyne 2013, ISBN 978-1-443-84800-8.